# Golemo Selo
Golemo Selo es un pueblo ubicado en el territorio de Vranje, en el distrito de Pčinja, Serbia.

## Superficie
Posee una superficie de 25,23 kilómetros cuadrados.

## Demografía
Hasta 2011 la población era de 786 habitantes, con una densidad de población de 31,16 habitantes por kilómetro cuadrado.